# Cenizas eternas
Cenizas Eternas es un largometraje realizado en Venezuela, estrenada en el año 2011, dirigido por la documentalista Margarita Cadenas y protagonizado por Patricia Velásquez, que narra la desaparición de Ana al sur de la selva amazónica. Conviviendo con la cultura Yanomami, logra establecerse en ella mientras su hija Elena, al llegarle la noticia de que su madre está muerta pero aun así confiar en que siga viva, decide emprender una aventura desde Caracas al Amazonas.

## Sinopsis
Ana es una caraqueña que decide aventurarse en el Amazonas junto a su esposo Andrés dejando a su hija Elena en Caracas. Pero durante el viaje sufren un accidente donde Andrés muere mientras que Ana sobrevive y queda perdida en la selva amazónica. Allí encuentra una comunidad indígena donde pasa la noche, desnuda, mientras una indígena, Matiri, cuida de ella. 
Al día siguiente surgen varias peleas entre la tribu debido a la acogida de Ana, así que mientras todos duermen ella escapa y pasa la noche en un riachuelo. Al día siguiente es encontrada por Matiri y llevada de vuelta a la tribu, pero mientras se bañan en un río una tribu enemiga los ataca matando a varias mujeres y niños e hiriendo gravemente a Matiri, a la que Ana logra sacar del río e intenta llevarla de regreso a la aldea pero en el trayecto se caen en un deslizadero y Ana queda inconsciente. cuando despierta se encuentra en la aldea y ve que Matiri murió. 
Durante los días siguientes Ana se hace amiga de Maroma, una indígena que luego descubre es amante del jefe de la tribu al verlos haciendo el amor en una hamaca. 

## Equipo técnico
- Dirección: Margarita Cadenas.
- Productora asociada: Pilar Arteaga.
- Productora ejecutiva: Patricia Velásquez.
- Coproductor: Antonio Subero.
- Director de fotografía: Alfredo Cova.
- Música original: Tulio Cremisini.
- Edición: Zoum Domínguez, Juan Teppa.
- Casting: Mela Mármol.
- Efectos especiales: Miguel Ángel Romero.
- Productor de avanzada: Cristóbal Barberena

## Reparto artístico
- Patricia Velásquez como Ana.
- Danay García como Elena.
- Ángeles Cruz como Matiri.
- Alejo Felipe como Padre Felipe.
- Enrique Chino Dorante como Turema.
- Francisco González como Hukomawë.
- Amílcar Marcano como Jefe Kokimiteri.
- Marcos Moreno como Moriwë.
- Julio Mota como Camacho.
- Arlette Torres como Maroma.
- Beatriz Vázquez como Aída.
- Erich Wildpret como Ricardo.
- Ana Verónica Schultz como Bella indígena.
- Diego Armando Salazar como Andrés.
- Luis Ledrick González como Adolescente Kokimiteri.
- Camila Alcántara como Elena Joven.
- Melania Toro Márquez como Elena Joven 2

## Participación de actores amazonenses
La película contó con más de 200 extras oriundos de Puerto Ayacucho, Estado Amazonas. Contando con la participación de actores de teatro de la zona tales como:
- Rafael Coco Aguirre
- Dixon Dacosta.
- Pedro Núñez.
- José Ignacio Escandell.
- Sharon Gómez.
- Rafael Carrasquel

## Participación en festivales
- 2011:Competencia Mundial de Óperas Primas del Festival de Montreal
- 2012: 27° Festival Del Cinema Latino Americano Di Trieste (Premio para la mejor Banda Sonora a Tulio Cremisini)
- 2012: Festival de Cine de Mérida
- 2012: V Festival de Cine Latinoamericano y del Caribe en la Isla de Margarita
- 2012: Premio Alla Miglior Colonna Sonora
- 2013: XVIII Boston Ibero American Film Festival  Archivado el 29 de agosto de 2015 en Wayback Machine.
- 2013: Festival Internacional de Cine de Babel
- 2013: 6° Festival Internacional de Cine del Mar en Punta del Este  Archivado el 31 de diciembre de 2017 en Wayback Machine.
- 2013: Proyección en Venezuelan Canadian Society of BC (VCSBC) en Vancouver, Canadá

## Curiosidades
- Los diálogos en yanomami fueron traducidos por el antropólogo francés Jacques Lizot, autor del Diccionario enciclopédico de la lengua Yanomami. Además los actores contaron con el apoyo de una lingüista que trabajó con ellos.
- Hay quienes comparan la historia del film con la experiencia de la doctora Raiza Ruiz, quien en 1981 pudo sobrevivir a un accidente aéreo en el Estado Amazonas y pasado un tiempo fue encontrada en la Comunidad Agua Blanca-Municipio Atures, lugar que casualmente sirvió como una de las locaciones para la película.
- La película se rodó en el Estado Amazonas-Venezuela en los Municipios Atures y Autana.
- La película pudo haberse titulado Cenizas del alma.
- El rodaje en Amazonas causó tal revuelo que los lugareños visitaban el hotel donde se hospedaba el equipo para ver al reparto, siendo noticia en los medios locales por más de una semana.
- En Venezuela ya se habían hecho películas como Jericó, Amazonas, el negocio de este mundo, Yo hablo a Caracas y Yakoo, que se centraban en culturas indígenas, pero Cenizas eternas otorgó el protagonismo a escala mundial al pueblo indígena de los yanomami.